# عثتر

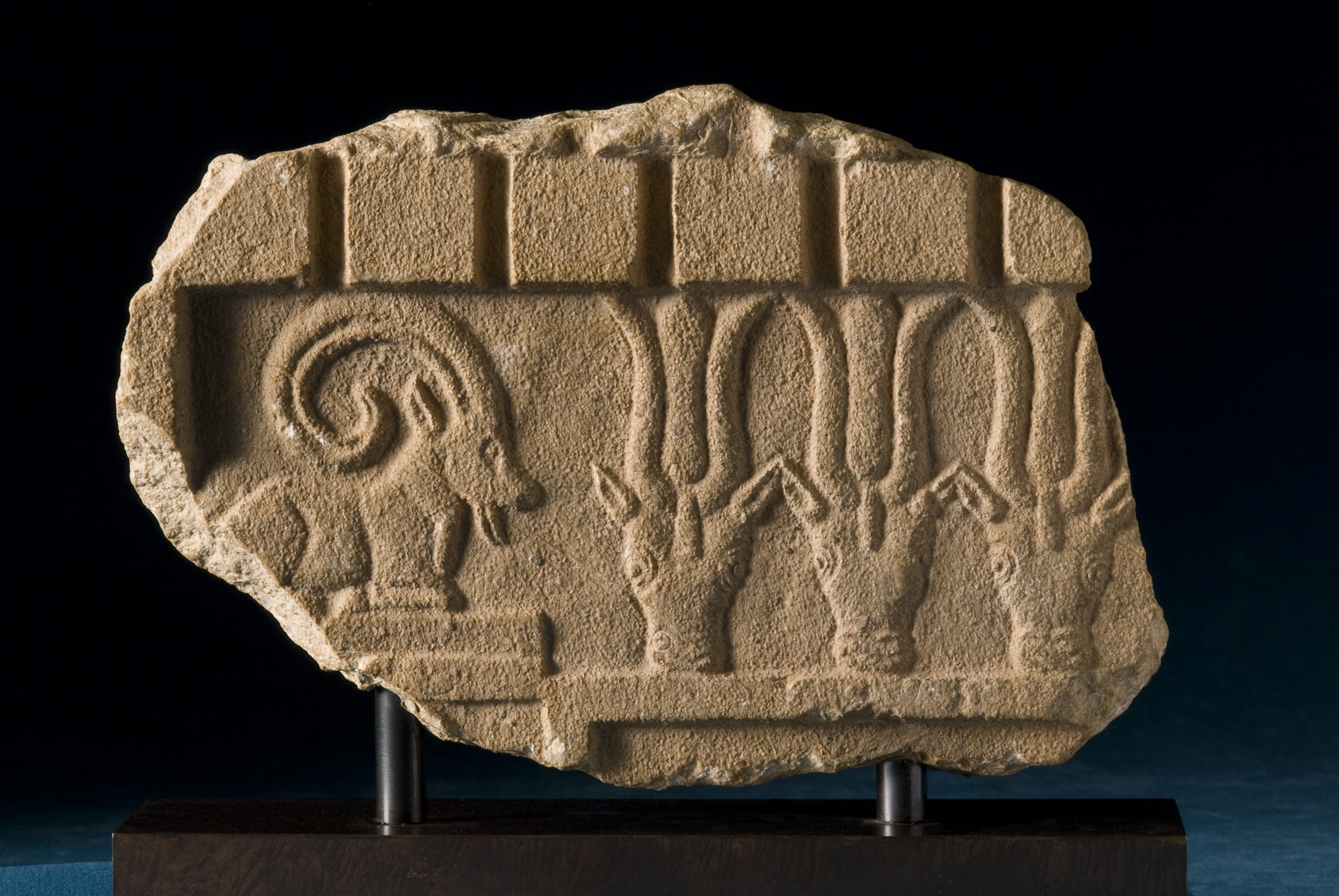
سنگ نگاشته ای با نشان عثتر

عثتر (عربی: عثتر) یک خدای سامی باستانی است که نقش، نام و حتی جنسیتش بر اساس فرهنگ‌های غرب آسیا متفاوت است. این خدا که به صورت مرد یا زن به تصویر کشیده شده بود، با سیاره زهره شناسایی می‌شد. در عربستان جنوبی پیش از اسلام، این خدا به عنوان خدای جنگ پرستش می‌شد.